# Neuvic-Entier
Neuvic-Entier (tiếng Occitan: Nòu Vic) là một xã của tỉnh Haute-Vienne, thuộc vùng Nouvelle-Aquitaine, miền trung nước Pháp.